# Liste des cathédrales de Côte d'Ivoire
Cet article recense les cathédrales de Côte d'Ivoire.

## Liste
(par ville)
- Cathédrale Sainte-Thérèse-de-l’Enfant-Jésus d'Abengourou
- Cathédrale Saint-Paul d'Abidjan à Abidjan
- Cathédrale Saint-Jean-Marie-Vianney d'Agboville
- Cathédrale Sainte-Odile de Bondoukou à Bondoukou[1]
- Cathédrale Sainte-Thérèse de Bouaké
- Cathédrale du Christ-Roi de Daloa à Daloa
- Cathédrale Sainte-Anne de Gagnoa
- Cathédrale du Sacré-Cœur de Grand-Bassam
- Cathédrale Sainte-Jeanne-d’Arc de Katiola
- Cathédrale Saint-Jean-Baptiste de Korhogo
- Cathédrale Saint-Michel de Man
- Cathédrale Saint-Augustin d'Odienné
- Cathédrale Saint-Pierre de San-Pédro
- Cathédrale Saint-André de Yopougon